# ميرلو (بوينس آيرس)
ميرلو، بوينس آيرس (مدينة) (بالإسبانية: Merlo, Buenos Aires)‏ هي منطقة سكنية تقع في الأرجنتين في Merlo Partido. يقدر عدد سكانها بـ 244,168 نسمة وترتفع عن سطح البحر 16 متر.

## أعلام
- إيمانويل مامانا
- فاكوندو رودريغيز
- لويس أكونيا
- فرناندو نافاس
- مارسيلو غالاردو